# Centrale nucleare di Borssele
La centrale nucleare di Borssele è l'unica centrale elettronucleare olandese funzionante, è situata presso il villaggio di Borssele, nei Paesi Bassi. L'impianto è composto da 1 reattore PWR da 482 MW di potenza netta.
Da una prima volontà di chiudere il reattore nel 2003, si e poi rinviato al 2013, attualmente si è in previsione di una proroga per il funzionamento fino al 2034, se l'impianto riuscirà ad adempiere alle più severe norme di sicurezza.

## Espansione dell'impianto
L'impianto è stato proposto per una espansione della capacità nucleare olandese, si prospetta infatti l'installazione di un nuovo reattore da circa 1000 MW di potenza nello stesso sito.